# Riu Urdón
L'Urdón és un riu als municipis de Tresviso i Peñarrubia a la comunitat autònoma de Cantàbria (Espanya). La seva llera transita per un congost estret poblat per un bosc de til·lers i roures, oms, freixes i faigs. El seu curs rep les aigües de diversos rius i rierols menors procedents del Massís Oriental de los Picos de Europa i al mateix temps és afluent del riu Deva. En el seu curs hi trobem la Central Hidroelèctrica del Salto de Urdón, construïda per Hidroeléctrica Ibérica a principis del segle xx i que des de 1913 va passar a mans d'Electra de Viesgo.